# Vaccinium hirtum
Vaccinium hirtum är en ljungväxtart som beskrevs av Carl Peter Thunberg. Vaccinium hirtum ingår i Blåbärssläktet, och familjen ljungväxter.

## Underarter
Arten delas in i följande underarter:
- V. h. kiusianum
- V. h. pubescens

## Bildgalleri

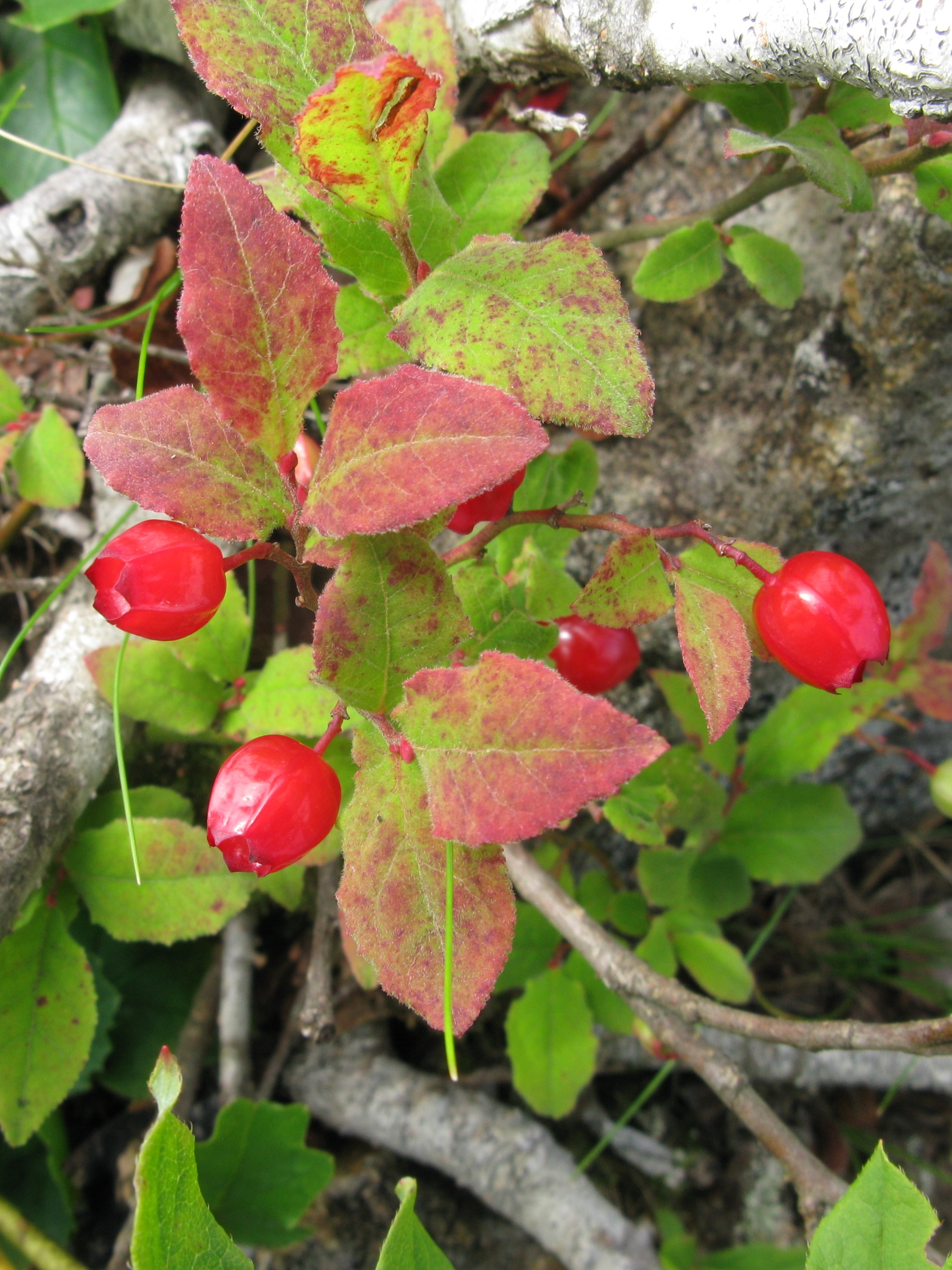
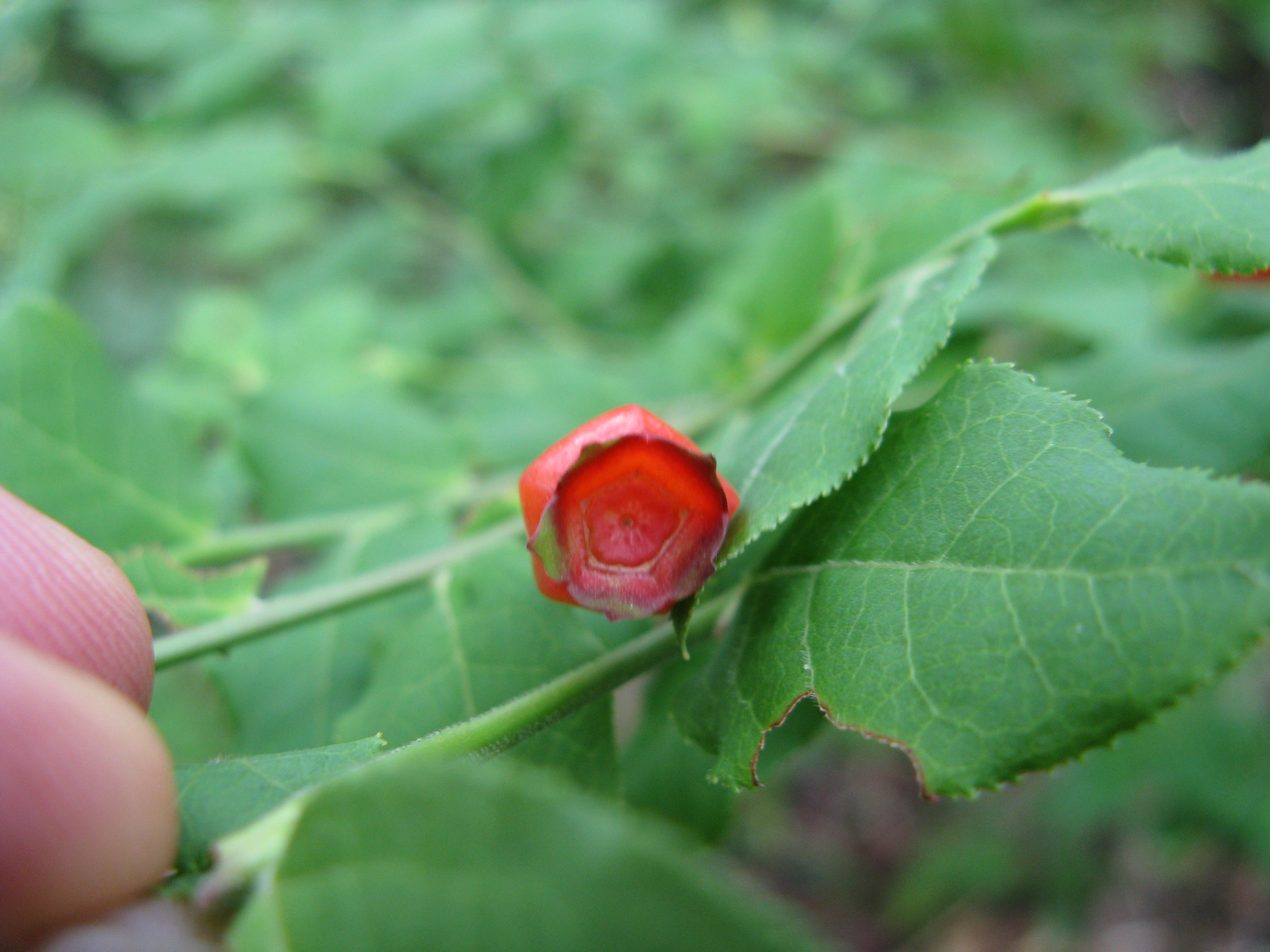
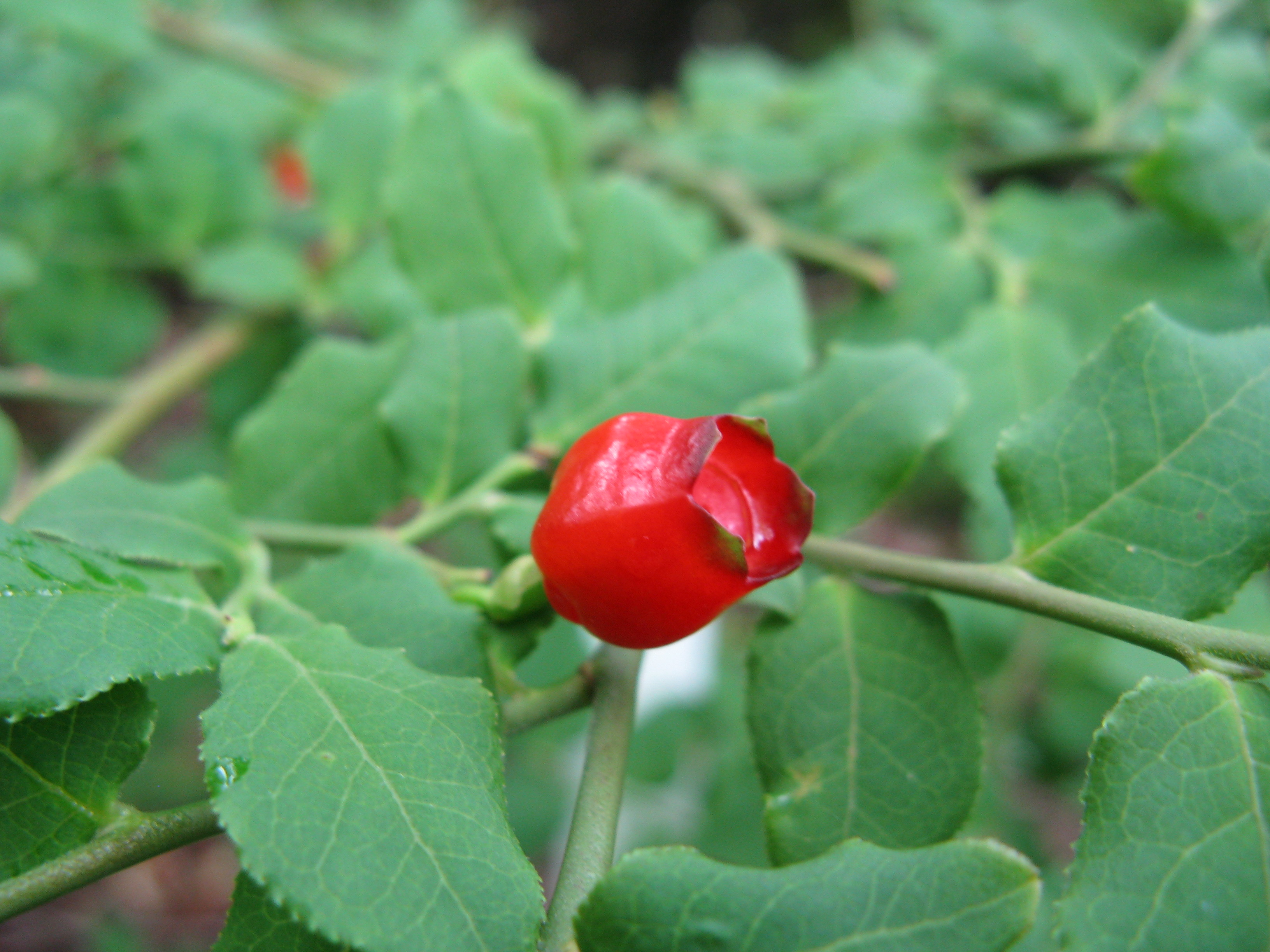
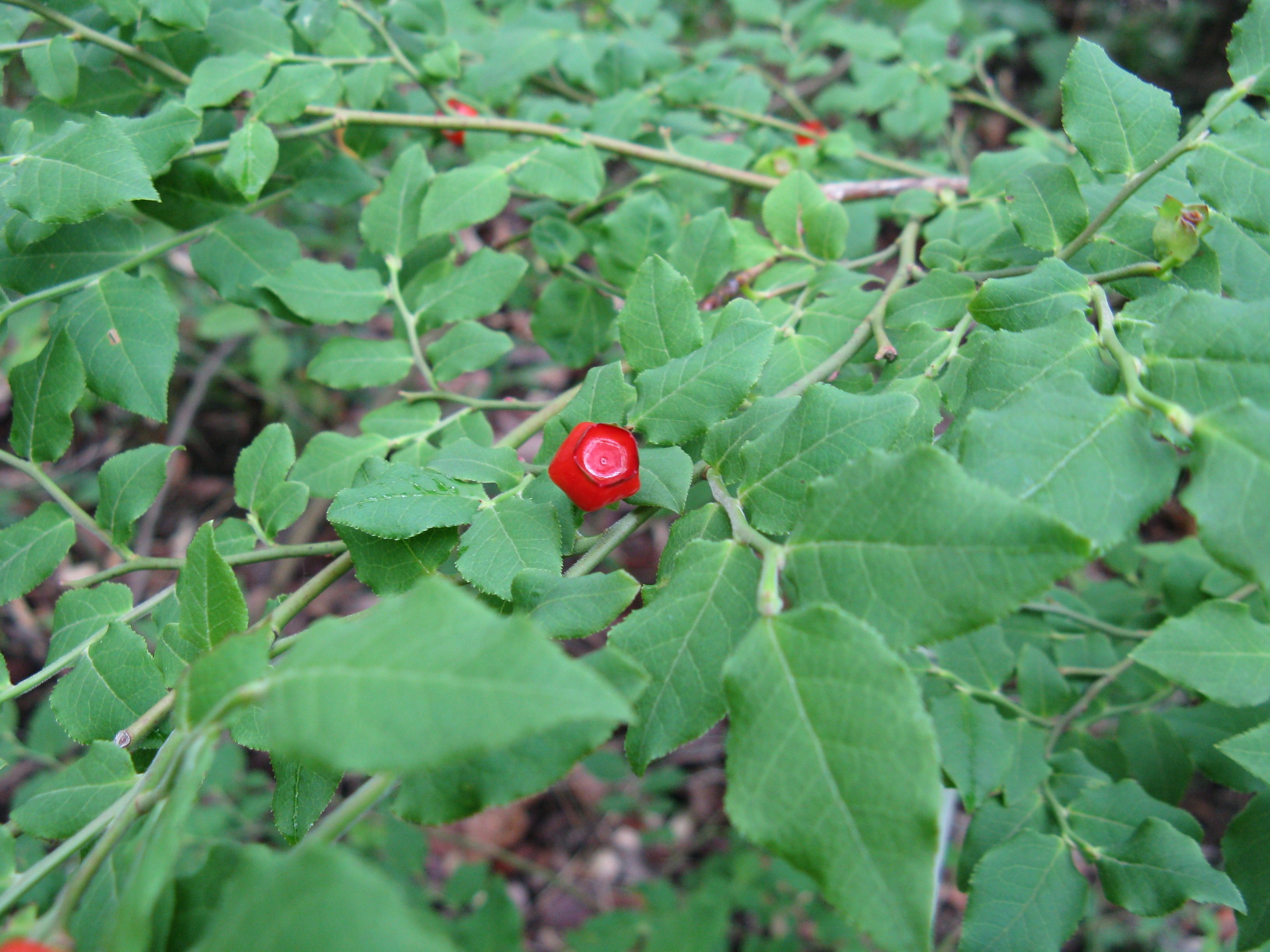